# 大線𩷶
大線𩷶，為輻鰭魚綱鯰形目𩷶鯰科的其中一種，為熱帶淡水魚，分布於亞洲越南、寮國、柬埔寨、印尼淡水流域，體長可達30公分，棲息在溪流、湖泊底中層水域，成群活動，以魚類、甲殼類、軟體動物為食，生活習性不明，可做為食用魚。

## 扩展阅读
維基物種上的相關：大線𩷶